# Regmatodon declinatus
Regmatodon declinatus är en bladmossart som beskrevs av Bridel 1827. Regmatodon declinatus ingår i släktet Regmatodon och familjen Regmatodontaceae. Inga underarter finns listade i Catalogue of Life.